# Rebbena
Rebbena là một mandal thuộc Asifabad, bang Telangana, Ấn Độ.